# الاتحاد الأردني للبولينج
الاتحاد الأردني للبولينج تأسس عام 1988 تحت مسمى اللجنة الأردنية لرياضة البولينج والتي نظمت ذلك الوقت رياضة البولينج داخل الأردن وبعد عامين فقط تحولت اللجنة إلى اتحادٍ رياضي. يُمارس رياضة البولينج في الأردن حوالي ٦٠ لاعب ولاعبة بشكلٍ إحترافي ومُستمر ويُمثلون هؤلاء اللاعبين واللاعبات المنتخبات الوطنية الأردنية المختلفة ويُشاركون في العديد من البطولات المحلية والعربية والدولية.
يندرج تحت مظلة الاتحاد الأردني للبولينج 5 مراكز تُتيح ممارسة رياضة البولينج وهي صالة جامعة العلوم التطبيقية وصالة الأرينا في جامعة عمان الأهلية ومدينة البولينج في المختار مول والمركز الأردني للبولينج في مكة مول ومركز نخبة الأردن للبولينج.
حققت المنتخبات الأردنية في رياضة البولينج العديد من الإنجازات ومن أهمها برونزية منافسات زوجي السيدات في دورة الألعاب العربية عام 2007 بالعاصمة المصرية القاهرة.